# The Johnny Cash Family Christmas
The Johnny Cash Family Christmas es un álbum de Navidad del cantante country Johnny Cash lanzado en 1972. Este es su segundo álbum navideño después del de 1963 llamado The Christmas Spirit, este CD trae menos material nuevo que su predecesor y contiene un diálogo después de cada canción hechos por Cash y familiares o amigos que colaboraron, 3 de las canciones las escribió o ayudó a escribirlas mientras que "Christmas as I Knew It" y "Silent Night" habían salido en The Christmas Spirit. En el álbum aparecieron celebridades como June Carter Cash, Marshall Grant, Tommy Cash, Harold Reid, Larry Butler, Maybelle Carter, Anita Carter, Carl Perkins y Lew DeWitt.

## Canciones
1. Opening Narration (Narración Inicial)
(Cash)
2. King of Love
(Harold Reid)
3. Narration (Narración)
4. Jingle Bells
(James Pierpont)
5. Narration (Narración)
6. That Christmasy Feeling
(Jimmy Peppers y Tommy Cash)
7. Narration (Narración)
8. My Merry Christmas Song
(Larry Butler)
9. Narration (Narración)
10. Merry Christmas Mary
(Larry Lee y Glenn D. Tubb)
11. Narration (Narración)
12. Christmas Time's a-Comin'
(Tex Logan)
13. Narration (Narración)
14. Christmas with You
(Cash)
15. Christmas as I Knew It
(June Carter Cash y Jan Howard)
16. Narration (Narración)
17. When You're Twenty-One
(Carl Perkins)
18. Narration (Narración)
19. An Old Fashioned Tree
(A. Becker y C. Williams)
20. Narration (Narración)
21. Silent Night
(Franz Gruber y Josef Mohr)

## Personal
- Johnny Cash - Vocalista y actor
- June Carter - Actriz
- Marshall Grant - Actor
- Tommy Cash - Actor
- Harold Reid - Actor
- Larry Butler - Actor
- Maybelle Carter - Actriz
- Anita Carter - Actriz
- Carl Perkins - Actor
- Lew DeWitt - Actor